# Piazza della Vasca
Piazza fratelli Rosselli, meglio conosciuta come piazza della Vasca, è una piazza di Grosseto.

## Storia
Una prima proposta per la sistemazione della zona fuori le mura a nord di Porta Nuova risale al 1830, col consiglio degli ingegneri che pensò a un piazzale circolare ornato da alberi, piante e sedute in marmo. Nel 1866 venne proposto da Bernardo Santini un progetto più dettagliato che prevedeva di ricostruire la perduta porta con un arco di trionfo, non realizzato. Un nuovo progetto si ebbe nel 1869 a cura dell'Ufficio tecnico del Comune, che portò a un primo riordino della zona, eseguito nel 1871, con la creazione del piazzale ornato da piante. Nel 1874 l'impianto industriale Cosimini si insediò nell'isolato tra la piazza e i viali Matteotti e Bonghi. Nel 1896 al centro della piazza fu installato il monumento ai caduti delle guerre risorgimentali.
All'inizio del nuove secolo iniziarono a sorgere qui alcuni pregevoli edifici residenziali, quali il villino Panichi (1900) e il villino Volpi (1909), ma è solo negli anni venti del Novecento che la piazza iniziò a definire la propria configurazione, con il completamento della Regia scuola normale magistrale e convitto di Grosseto con facciata convessa, a cui fece eco sull'altro lato nel 1927 il palazzo del Governo. Nel 1927 anche la ditta Cosimini trasformò il proprio complesso industriale in un edificio più elegante in stile neoclassico, destinato alla dirigenza e alle funzioni di rappresentanza. Gli edifici sulla piazza raggiunsero infine la saturazione nel 1928 con la costruzione del villino di Adalgisa Barth in stile liberty, demolito appena tre anni dopo per fare posto al palazzo delle Poste, uno dei capolavori di Angiolo Mazzoni. Nel 1930 il monumento ai caduti fu rimosso per essere poi trasferito nel bastione Rimembranza; al centro della piazza venne quindi installata la grande fontana a vasca circolare.
Al termine della seconda guerra mondiale, il 7 agosto 1945, su proposta del Partito Repubblicano Italiano, la giunta municipale deliberò l'intitolazione della piazza ai fratelli Rosselli. In seguito il perimetro della piazza venne interessato da alcune modifiche, quando la scala d'accesso e il muro di cinta del villino Panichi vennero sacrificati per creare degli edifici commerciali, finendo anche per oscurare allo stesso modo il fronte della casa Volpi. Infine nel 1970 fu demolito il palazzo Cosimini per costruirvi un edificio polifunzionale in cemento armato, opera di Ludovico Quaroni, che si distacca completamente dallo stile degli altri edifici sulla piazza.

## Descrizione
Situata fuori dalle mura medicee nell'immediata area oltre Porta Nuova, è ufficialmente dedicata ai fratelli Rosselli, ma popolarmente denominata "della Vasca" per la presenza, al centro, della fontana semicircolare novecentesca che costituisce di fatto la rotonda per la circolazione stradale. Sulla piazza, che si sviluppa a forma circolare, si affacciano complessi architettonici monumentali, come il palazzo del Governo, il palazzo delle Poste e il complesso polifunzionale Cosimini.
Nella piazza partono e confluiscono cinque strade che collegano il centro della città con varie zone di Grosseto: viale Matteotti (già via Italo Balbo e viale Pisani), che conduce verso il viale della stazione ferroviaria; via Roma (già via Massetana e via Emilia), che porta in direzione nord; viale Oberdan (già via Rosellana), che conduce in direzione di Roselle verso la strada per Siena; via IV Novembre (già viale della Barriera e via Fuori Porta Nuova), che collega la piazza con il centro storico a Porta Nuova; e via Bonghi (già via Circondaria) che invece porta a ovest verso il mare.
Segue l'elenco degli edifici sulla piazza in senso orario partendo da nord.

### Palazzo delle Poste
Il palazzo delle Poste è situato sulla piazza tra via Roma e viale Matteotti, ed è stato realizzato tra il 1929 e il 1932 su  progetto dell'architetto Angiolo Mazzoni. Si presenta nel tipico stile razionalista del periodo fascista. L'inaugurazione dell'edificio alla presenza del re avvenne il 13 novembre 1932. Una serie di lavori di completamento venne approvata con decreto legge il 9 agosto 1939. Dopo la guerra, tra il 1953 e il 1955, furono compiuti lavori di sopraelevazione del corpo centrale, mentre nel 1963 venne costruito nel cortile sul retro un nuovo corpo ad un solo piano destinato ai portalettere. Nel 1975 venne ampliato il salone al pubblico, realizzato l'appartamento del direttore e compiuta la completa ridistribuzione funzionale degli ambienti; nel 1983 è stata inoltrata domanda di sopraelevazione dell'ala orientale su via Roma. Tra il 2007 e il 2008 il palazzo è stato oggetto di un completo restauro.

### Palazzo del Governo
Il palazzo del Governo è situato nell'area della compresa tra via Roma e viale Oberdan, con il retro che dà su via Damiano Chiesa. Si tratta di un imponente edificio in stile neorinascimentale, risultato di una nutrita serie di progetti redatti a partire dal 1917. Costruito tra il 1922 e il 1927 su progetto definitivo dell'architetto Vittorio Mariani, chiamato a sostituire il progetto di Vincenzo Fasolo, ospita attualmente la Prefettura, ed ha ospitato per anni la Questura di Grosseto, poi trasferita nel moderno palazzo costruito nel quartiere Europa nel 2007. Architettura-simbolo del potere centrale, in aperto contrasto con le istanze del nascente razionalismo, il palazzo del Governo adotta un linguaggio architettonico rigidamente neoclassicista dispiegato su una volumetria rigorosa e compatta.

### Scuola mediaGiovanni Pascoli
Il palazzo dell'ex regia scuola normale magistrale, oggi scuola media Giovanni Pascoli, è situato tra viale Oberdan e via IV Novembre ed è stato realizzato tra il 1920 e il 1923 su progetto dell'ingegnere Giuseppe Luciani per ospitare la scuola magistrale, che in epoca più recente è stata trasferita in altra sede, lasciando il palazzo alla scuola media. Annesso all'edificio, sul retro, vi è il palazzo del convitto Don Bosco, che si affaccia su viale Porciatti, oggi sede del liceo linguistico. Il palazzo si presenta come un imponente edificio costituito da tre distinti corpi di fabbrica addossati tra loro: la facciata principale convessa e le ali laterali a pianta rettangolare. Il complesso presenta elementi stilistici che rievocano il gusto neorinascimentale, disponendosi su tre livelli.

### Villino Panichi
Il villino Panichi è situato su piazza della Vasca all'incrocio con via IV Novembre ed è stato costruito su progetto dell'architetto Lorenzo Porciatti nel 1900. La denominazione gli è stata conferita dalla famiglia che vi risiedeva inizialmente. Il villino era originariamente separato dall'area della piazza da un muro con cancellata in ferro decorata con motivi floreali: sia il muro che la cancellata furono demoliti nel secondo dopoguerra e al loro posto realizzato un basso edificio, oggi sede di alcune attività commerciali, la cui forma convessa va a ricalcare il perimetro della piazza. Il villino si caratterizza per elementi di tipo neorinascimentale che ben si adattano alle decorazioni e agli ornamenti in stile liberty.

### Villino Volpi
Il villino Volpi è situato di fianco al villino Panichi, all'angolo con via Bonghi, ed è stato costruito nel 1909. Il progetto di costruzione dell'edificio risale al 1904.

### Complesso polifunzionale Cosimini
Il complesso polifunzionale Cosimini è situato su piazza della Vasca tra via Bonghi e viale Matteotti e si tratta di un edificio di stampo funzionalista realizzato nel 1978 dall'architetto Ludovico Quaroni. Per la sua costruzione fu demolito nel 1970 il neoclassico palazzo Cosimini. 

### La Vasca

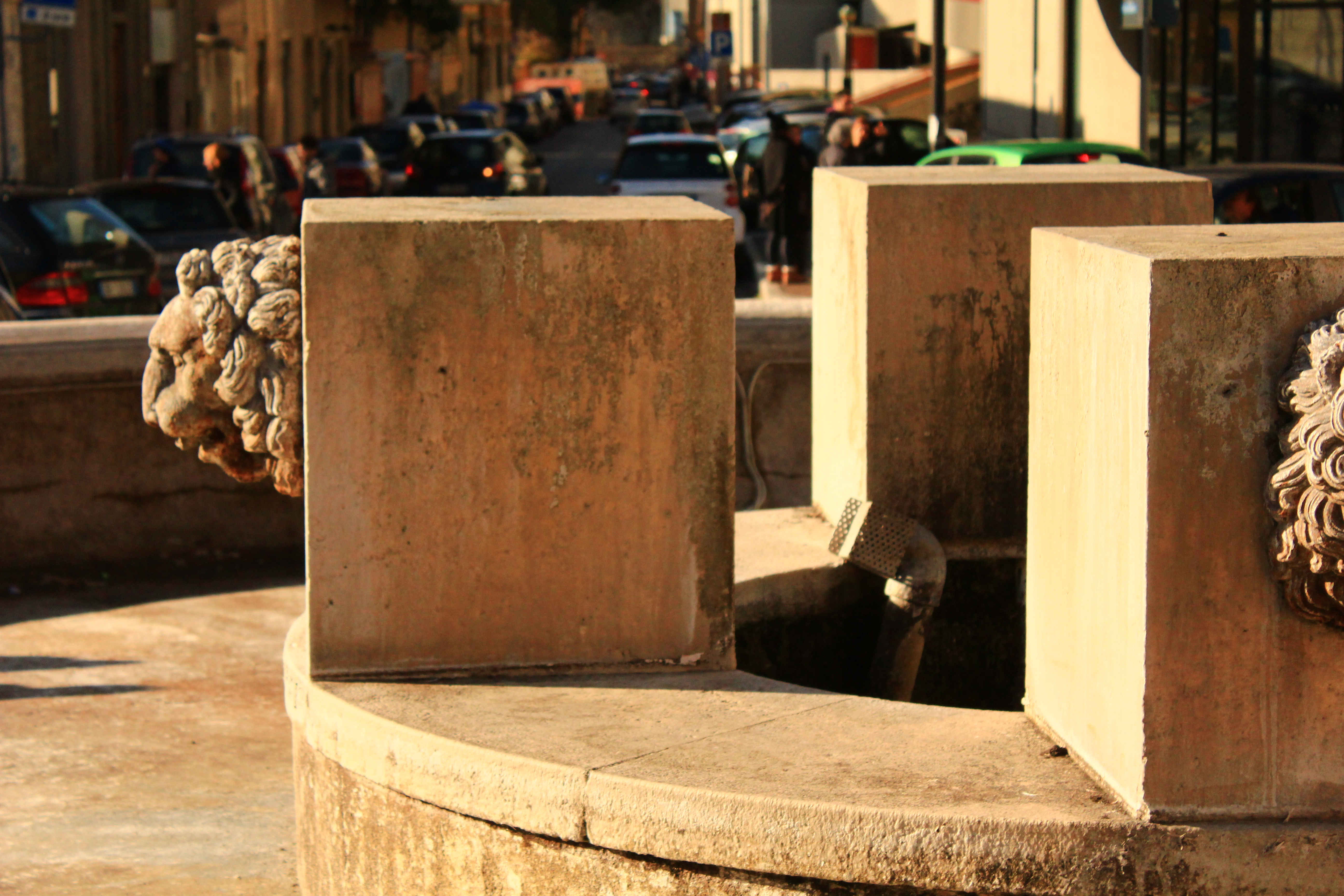
La vasca con le teste di leone

Al centro della piazza si trova la fontana zampillo con vasca circolare, la "Vasca" posizionata nel 1929 in sostituzione del monumento ai caduti, presente nella piazza dal 1896. Nel 1972 la fontana è stata abbellita con quattro teste di leone provenienti da Macchiascandona, località del comune di Castiglione della Pescaia.